# Maximilian Peyfuss

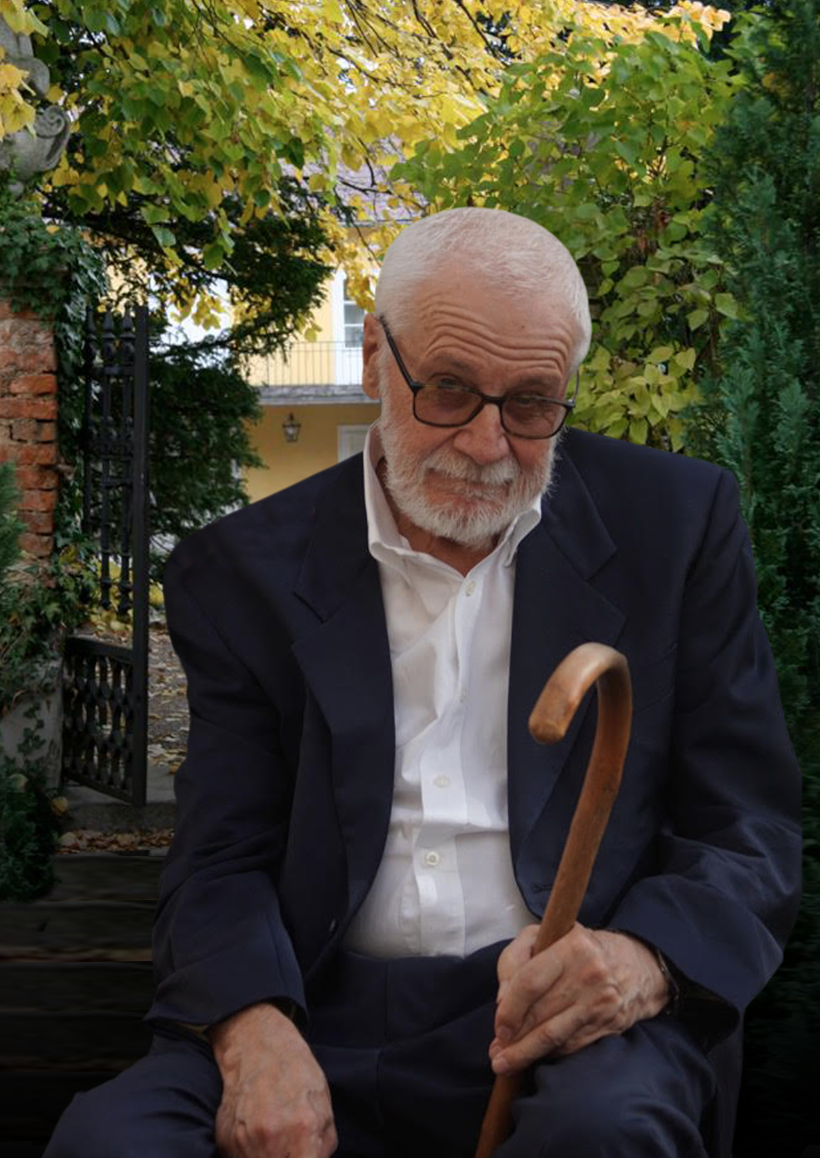
Max Demeter Peyfuss

Maximilian Peyfuss, auch Max Demeter Peyfuss, (* 2. August 1944 in Wien; † 13. April 2019 in Baden bei Wien) war ein österreichischer Osteuropahistoriker und Schriftsteller aus Maria Enzersdorf bei Wien und galt als wichtiger Ost- und Südosteuropa-Forscher und Übersetzer zeitgenössischer rumänischer Literatur.

## Akademischer Werdegang
Nach der Matura am Bundesgymnasium Mödling und dem Studium der Germanistik, Theaterwissenschaft, Osteuropäische Geschichte und Balkansprachen an der Universität Wien begann Maximilian Peyfuss seine wissenschaftliche Karriere mit einer Dissertation zur Geschichte der Aromunen, von denen auch ein Teil seiner Ahnen stammte.
Die daraus hervorgehende Publikation Die Aromunische Frage. Ihre Entwicklung von den Ursprüngen bis zum Frieden von Bukarest und die Haltung Österreich-Ungarns  stellte die erste moderne Veröffentlichung in deutscher Sprache zu diesem über den halben Balkan verstreuten Volk dar.
Bald nach seiner Promotion 1971 wurde Peyfuss Mitarbeiter in der Redaktion der Österreichischen Osthefte, die er einige Jahre als Nachfolger von Thorvi Eckhardt auch hauptverantwortlich führte. In dieser damals führenden österreichischen Osteuropa-Zeitschrift publizierten nicht nur viele namhafte westliche Osteuropa-Wissenschafter, sondern ebenso eine ganze Reihe führender Fachvertreter aus den ost- und südosteuropäischen Ländern. Damit leistete die Zeitschrift bereits lange vor dem Fall des Eiserner Vorhangs wesentliche Beiträge zu seiner geistig-kulturellen Überwindung, was bei Maximilian Peyfuss durchaus intendiert war.
Im Jahre 1979 wurde Peyfuss Universitätsassistent am Institut für Osteuropäische Geschichte der Universität Wien und war vor allem Mitarbeiter von Walter Leitsch. Neben Einsatz in der Lehre, nicht zuletzt auch in der Beratung vieler Studierender und mancher ausländischer Stipendiaten wurde Maximilian Peyfuss Redakteur der in Krakau erscheinenden Serie Studia Austro-Polonica. Seine Südosteuropa-Studien vertiefte er vor allem in Richtung Rumänien und Albanien und habilitierte sich im Jahre 1989 mit einem Buch zur Wirkungsgeschichte der Druckerei von Moschopolis im Fach Südosteuropäische Geschichte. Diese Publikation über Buchdruck und Heiligenverehrung im Erzbistum Achrida/Ohrid wurde 2003 auch ins Albanische übersetzt.
Nach der Ernennung zum Außerordentlichen Universitätsprofessor für Südosteuropäische Geschichte an der Universität Wien im Jahre 1992 – die Ernennung zum Universitätsprofessor erfolgte am 1. Jänner 2000 – begann Maximilian Peyfuss nicht nur mit einer zweisemestrigen Vorlesung zum Thema Einführung in die Balkankunde, sondern bald auch mit der Vorbereitung der Übersiedlung des seit 1977 getrennt untergebrachten Instituts auf den neugestalteten Campus im IX. Bezirk.
Maximilian Peyfuss verfügte als bibliophiler Mensch über eine umfangreiche Bibliothek, die viele Rarissima zur Geschichte des südöstlichen und östlichen Europa enthielt. Seine bibliophile Neigung veranlasste ihn auch, von seinen vielen Balkanreisen immer wieder antiquarisch erstandene Bücher, aber auch aktuelle Neuerscheinungen für die Institutsbibliothek mitzubringen, sodass die von Josef Konstantin Jirecek im Jahre 1907 begonnene Tradition fortgesetzt wurde.
Die Universität Timișoara würdigte Maximilian Peyfuss im Jahre 2005 mit dem Ehrendoktorat.

## Familiengeschichte
Nach seiner Heirat mit der Enzersdorferin Theodora Tirka (1863–1920) im Jahre 1891 ließ sich Maximilian Peyfuss’ Großvater, der akademische Maler Carl Johann Peyfuss, Bruder von Marietta Peyfuss, in Maria Enzersdorf nieder. Theodora Tirka war eine Tochter aus der letzten Ehe des fürstlich serbischen Regierungs-Bankiers Demeter Theodor Tirka (1802–1874) mit der Oberösterreicherin Theresia Sulzer (1837–1922). Demeter Th. Tirka, seit 1840 in Maria Enzersdorf begütert, stammte aus einer arumunischen Familie aus dem heutigen Albanien, Angehörige eines kleinen, über den gesamten Balkan verstreuten Volkes, das seine Identität in einer dem Rumänischen verwandten romanischen Sprache findet.

## Schriften (Auswahl)
Max Demeter Peyfuss verhalf mit mehreren Übersetzungen seinen rumänischen Kollegen zur Bekanntheit im Westen. So übersetzte er auch das Gedicht „Geständnis“ aus der „Botschaft der Aufmunterung“ von Petre Stoica. Neben Petre Stoica übersetzte er auch Werke von Anatol E. Baconsky.
- Das Aequinoktium der Wahnsinnigen und andere Erzählungen / Anatol E. Baconsky. Aus dem Rumänischen von Max Demeter Peyfuss; Styria Verlag, 1969 ISBN 978-3-89840-277-4.
- Die Aromunische Frage. Ihre Entwicklung von den Ursprüngen bis zum Frieden von Bukarest und die Haltung Österreich-Ungarn. Böhlau 1974. ISBN 978-3-205-08587-4.
- Die Schwarze Kirche / Anatol E. Baconsky. [Ins Dt. übertragen von Max Demeter Peyfuss] Ullstein Verlag, 1976 ISBN 978-3-550-16263-3.
- Wie ein zweites Vaterland / Anatol E. Baconsky. Mit e. Nachw. von Wilhelm Steinboeck. [Nach d. rumänischen Orig.-Ms. Übers. u. hrsg. von Max Demeter Peyfuss]; Styria Verlag, 1978 ISBN 978-3-222-11110-5.
- Die Druckerei von Moschopolis, 1731-1769: Buchdruck und Heiligenverehrung im Erzbistum Achrida. Böhlau Verlag, Wien 1989. ISBN 3-205-05293-5.